# اوکسانا رایخل
اوکسانا رایخل (انگلیسی: Oksana Raykhel؛ زادهٔ ۲۴ فوریهٔ ۱۹۷۷) بازیکن هندبال اهل اوکراین است.